# 3D Realms

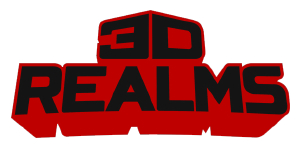
Logo do 3D Realms

3D Realms é uma publicadora e desenvolvedora de jogos eletrônicos baseada em Garland, Texas, estabelecida em 1987. É mais conhecida por popularizar o modelo de distribuição shareware e como criadora de franquias do PC como Duke Nukem, e também por publicar outras franquias como Commander Keen e Wolfenstein 3D.
O nome "3D Realms" foi inicialmente criado como uma sub-marca em julho de 1994 para uso da Apogee, que se dedicaria somente a jogos em 3D (uma vez que a Apogee era então conhecida por diversos estilos de jogos). Entretanto, pouco após isto, jogos em 3D começaram a dominar a indústria, e Apogee decidiu direcionar seu foco neste estilo de jogo; assim sendo, "Apogee" foi abandonado como marca no fim de 1996..
Em agosto de 2021, a empresa foi adquirida pela Saber Interactive, subsidiária da Embracer Group.